# Bakwa-Kalonji
Bakwa-Kalonji este un oraș în  provincia Kasai-Oriental, Republica Democrată Congo. În 2012 avea o populație de 73 348 de locuitori, iar în 2004 avea 58 092.